# ハキリアリ
ハキリアリ（葉切蟻）は、ハチ目（膜翅目）アリ科フタフシアリ亜科ハキリアリ族の下位に人為分類されているアリ（新世界蟻；アメリカ大陸のアリ）2属の総称。

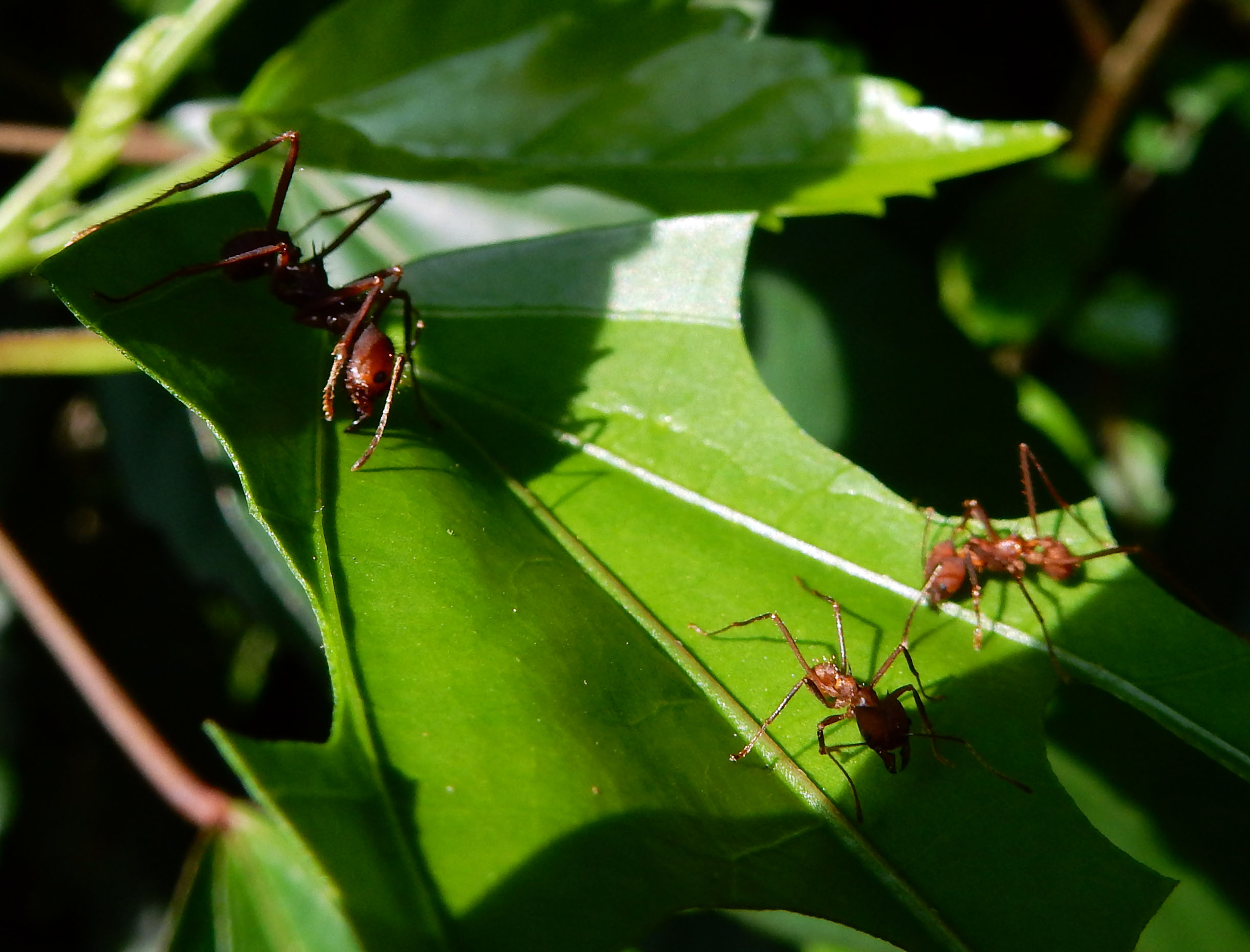
葉を切り落とす

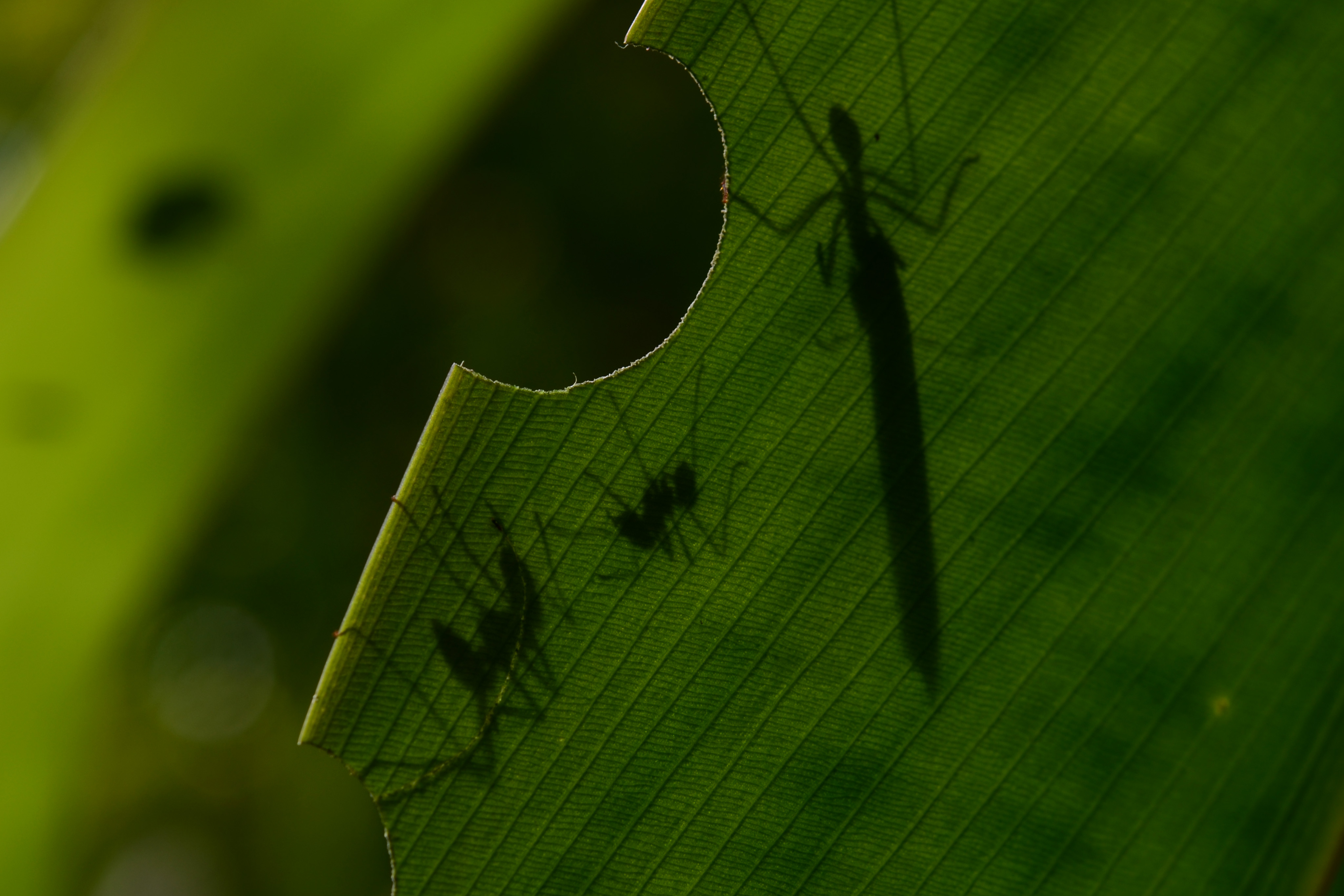
切られた葉

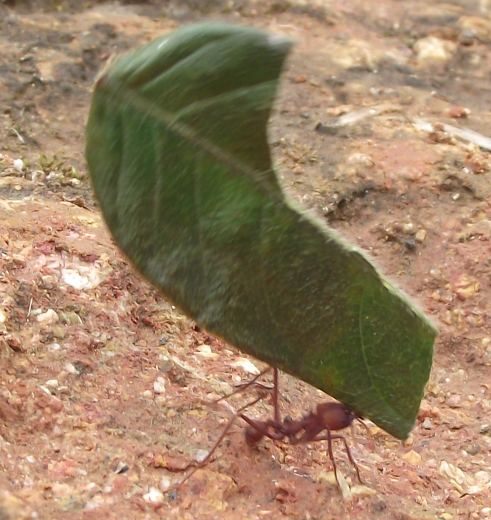
自分より大きな葉を運ぶ

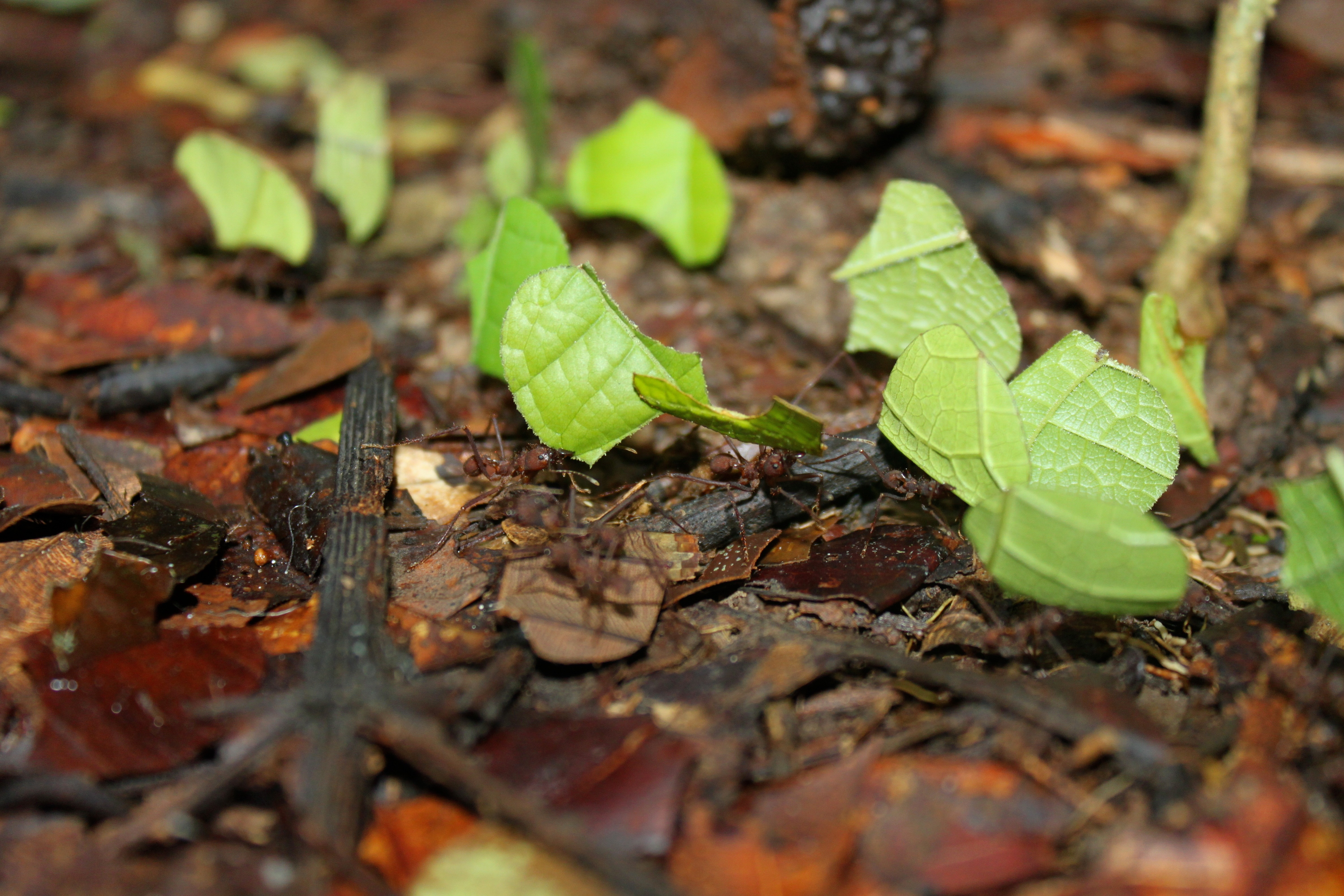
行進する葉

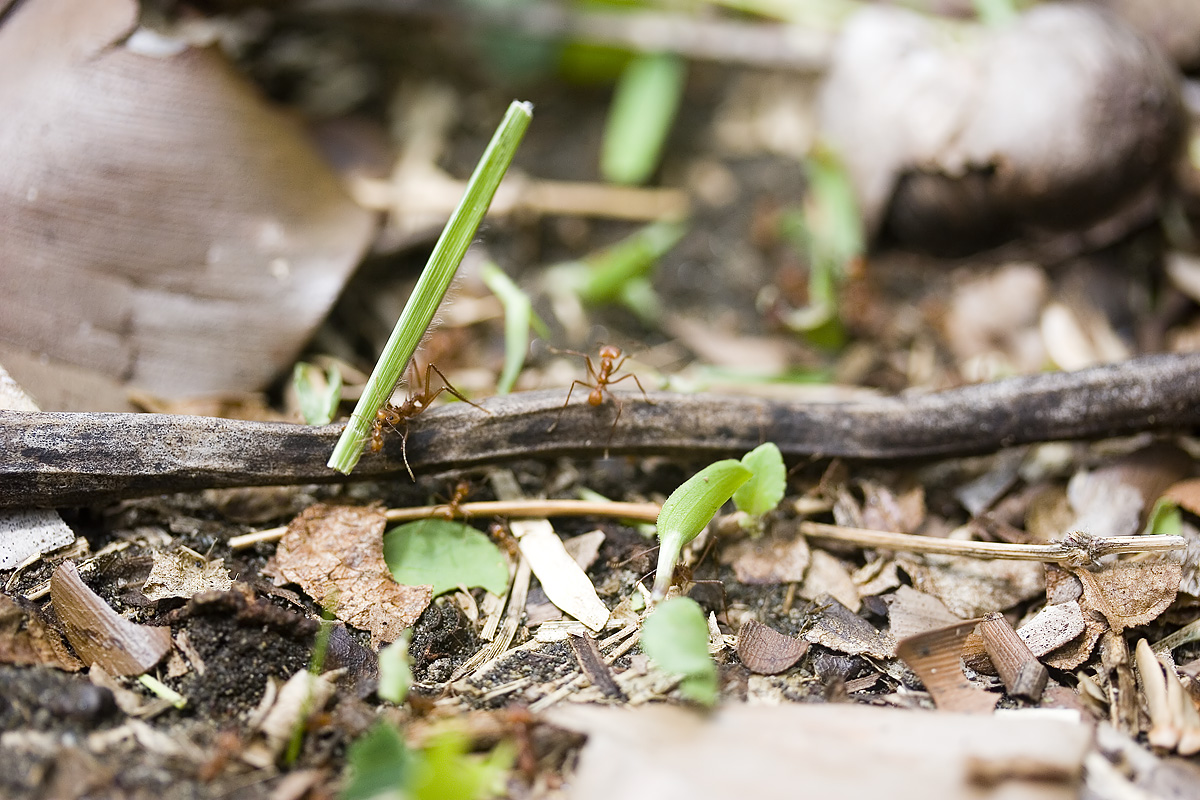
障害物を乗り越える

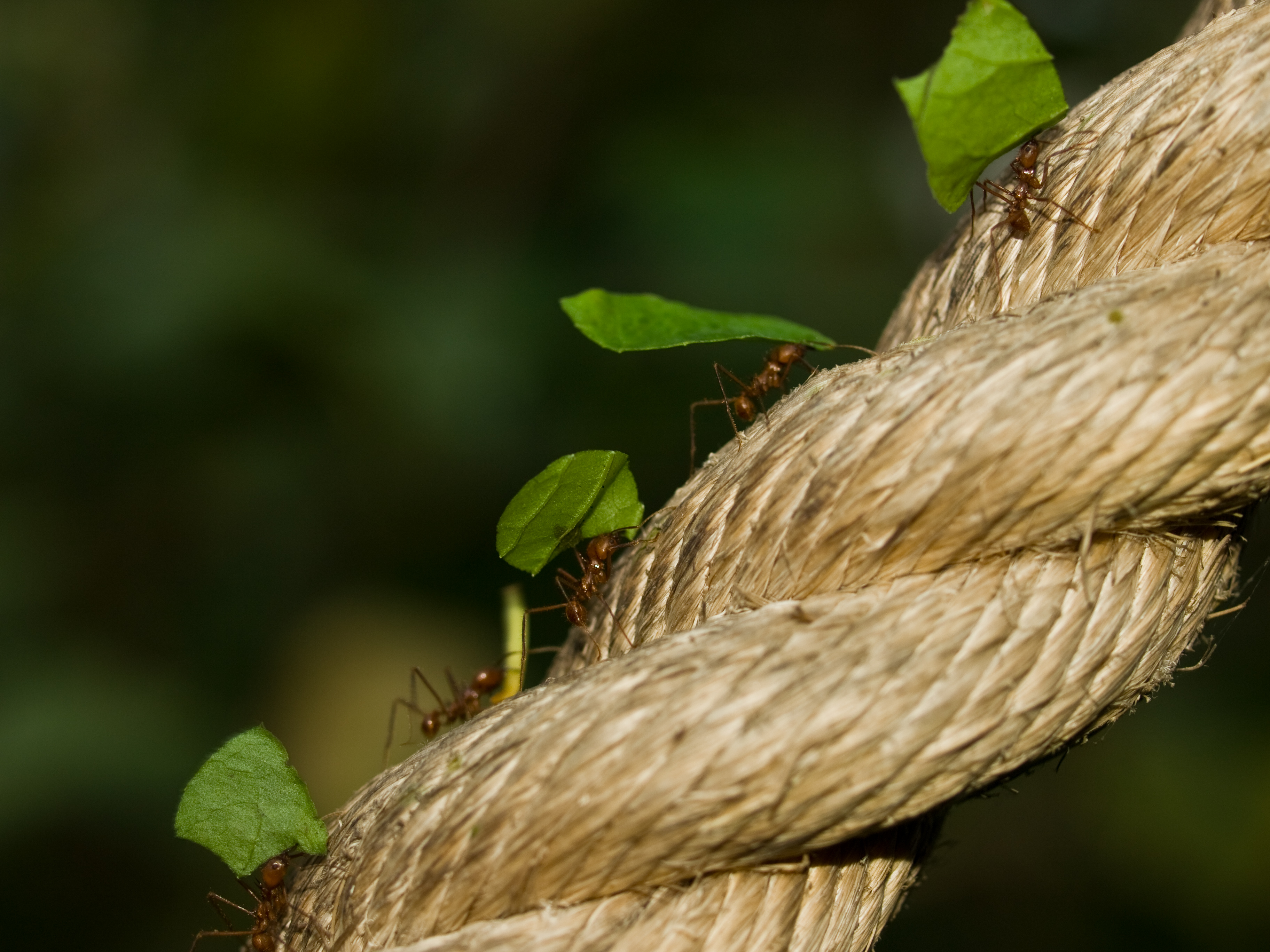
ロープの上も運んでいく

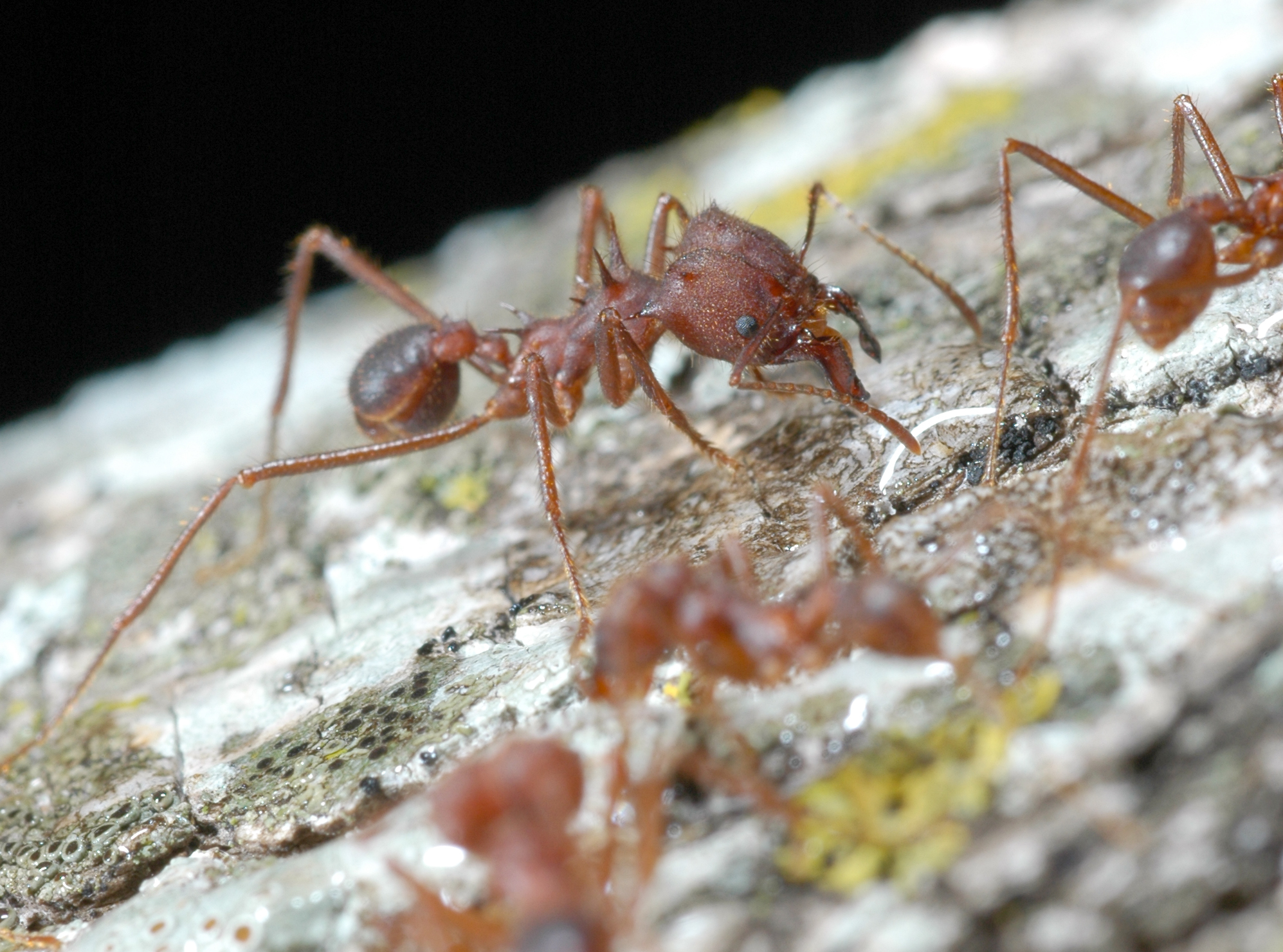
アリタケを植え付ける

## 生物的特徴

### 分布
北アメリカ東南部から、中南米の熱帯雨林帯を中心とした地域に広く分布している。

### 形態
体色は赤褐色、体長は3～20ミリメートルと各アリの大きさに非常にばらつきが目立つのが特徴で、最大は女王アリから、大型兵隊アリ、大型働きアリ、中型兵隊アリ、中型働きアリ、小型兵隊アリ、小型働きアリ、そして繁殖に生まれるオスアリなどといった具合に、多くのバリエーションに分かれるのは、後述する生態から生まれたこのアリが持つ特色が持つものである。

### 生態
他のアリには見られない特異な生態を持つ事で有名で、働きアリは列を成して、様々な木に登り、そこにある葉を切り落として次々と巣へと運んでいく。その姿は葉が独りでに歩いているように見える光景になる。そして切り落とした葉を巣へ持ち運ぶが、この葉をエサにする訳ではなく、地下の巣の広大なスペースに葉を運んで、その葉に特殊な菌類を植え付ける。この菌類は「アリタケ（蟻茸、cf. 蟻と菌類の相利共生、cf. 相利共生）」と呼ばれるハラタケ科菌類であり、植物の葉を栄養源にして菌類は増殖し、育っていくが、そのためにアリ達は葉を運び、この菌類を餌にしている。地下のこの菌類を栽培するスペースは、生育に適した温度と湿度が保たれ、アリ達はその環境を維持するために葉を運び続ける。そしてアリタケもハキリアリがいなければ生息と増殖が出来ない相利共生の関係にある。
また、養分の尽きたいわゆるごみとなった葉はそこから運び出され、特定の場所に捨てられ、そこでゴミの山のように積もっていく。なお寿命が尽きたり、身体欠損などで生きられなくなったハキリアリもここへ運ばれ、そこで一生を終える。
大中小の様々な大きさのアリがいるのは、硬い大きな葉を切り落として運んだり、巣の拡張や、葉を運ぶ運搬路確保の土木工事を行う大型の働きアリ、大型アリの切り落とした葉が大きすぎた場合に分断し、運びやすい大きさにして運んだり、大型アリに出来ない作業をこなす中型の働きアリ、更に細かい作業で活躍する小型働きアリという分業体制になっている。大型の兵隊アリは巣を警備したり、外敵から守る役割を持ち、中型の兵隊アリは葉を運ぶ働きアリをガードし、小型の兵隊アリは働きアリに並行して、絶えずに回りを警戒する。警備アリと呼ばれる小さいアリは巣に運ばれる葉の上に乗っているが、これはハキリアリに卵を産み、幼虫と共に伝染病を送る寄生バエ警戒の為で、小型警備アリはこのハエが近付くと大きく顎を開いて追い払う。巣の中でも中小の様々な働きアリ達が働いており、女王や幼虫、蛹の世話をするヘルパーアリ、アリタケを栽培する作業に従事する農耕アリ、巣から出たゴミを処分するアリなどが動いている。
硬い葉を切り落とす作業では片側の顎をカギ状にして体を支え、もう一方の顎をカッターナイフのような具合で葉に当てて切れ目を入れ、てこの原理を応用している。寿命は女王アリが10～20年と昆虫類としては長寿なのに対し、その他のアリは半年程度しか生きられないという。
女王の死後は、巣は衰退し、生き残ったアリ達の活動も鈍くなり、やがて死滅する。

#### 表皮
育てた菌類は、有害菌の繁殖を阻害する化学物質を発生させ、バハマハキリアリに感染するのを防いでいる。また、通常の甲殻の上にマグネシウムを大量に含んだ炭酸カルシウムの鎧が形成され、この鎧によって他のアリより部位欠損しにくくなる。

## 分類

### 下位分類
下位分類として、ハキリアリ属とヒメハキリアリ属の2属32種が知られている。
ハキリアリは、現地の国家・地域・言語ごとに異なる名称で呼ばれているものが多い。中には同じ言語圏で名称が共通していることもある。一方、英語圏では馴染みが薄く、従って、ほとんどの属には英語名が無い。ただ、アメリカ合衆国内を主な棲息地としているテキサスハキリアリ Atta texana だけは例外で、様々な英語名（少なくとも6つ）で呼ばれている。日本は英語圏以上に馴染みが無いので、それを反映してか、和名は属名のほかにはほとんど確認できない。

#### ハキリアリ属
- Genus Atta Fabricius, 1805 –（英名）Atta –（和名）ハキリアリ属
  - Atta bisphaerica Forel, 1908
  - Atta capiguara Gonçalves, 1944
  - Atta cephalotes (Linnaeus, 1758) –（和名）ケファロテスハキリアリ（セファロテスハキリアリ[4]）
  - Atta colombica Guérin-Méneville, 1844 –（備考）グアテマラ、コロンビア、コスタリカに棲息。
  - Atta cubana Fontenla Rizo, 1995
  - Atta goiana Guérin-Méneville, 1942
  - Atta insularis Guérin-Méneville, 1844 –（備考）キューバに棲息。
  - Atta laevigata (F. Smith, 1858) –（備考）コロンビア南部からパラグアイにかけて棲息。
  - Atta mexicana (Smith, 1858) –（備考）メキシコに棲息。アメリカ合衆国アリゾナ州に移入。
  - Atta opaciceps Borgmeier, 1939
  - Atta pilosa (Buckley, 1866)
  - Atta robusta Borgmeier, 1939
  - Atta saltensis Forel, 1913
  - Atta sexdens (Linnaeus, 1758) –（備考）アメリカ合衆国南部とアルゼンチン北部に棲息。
  - Atta tardigrada (Buckley, 1866)
  - Atta texana (Buckley, 1860) –（英名）Town ant, parasol ant, fungus ant, Texas leafcutter ant, cut ant, night ant –（和名）テキサスハキリアリ[1] –（備考）アメリカ合衆国テキサス州東部、ルイジアナ州西部, メキシコ北東部に棲息。
  - Atta vollenweideri Forel, 1893

#### ヒメハキリアリ属
- Genus Acromyrmex Mayr, 1865 –（英名）Acromyrmex –（和名）ヒメハキリアリ属
  - Acromyrmex ambiguus Emery, 1888 –（備考）ブラジル、パラグアイ、ウルグアイに棲息。
  - Acromyrmex ameliae De Souza, Soares & Della Lucia, 2007 –（備考）ブラジル南部に棲息。
  - Acromyrmex aspersus F. Smith, 1858 –（備考）ブラジル南部とペルーに棲息。
  - Acromyrmex balzani Emery, 1890 –（備考）パラグイ東部とブラジル南部に棲息。
  - Acromyrmex biscutatus Fabricius, 1775
  - Acromyrmex coronatus Fabricius, 1804 –（備考）グアテマラからブラジルにかけてとエクアドルに棲息。
  - Acromyrmex crassispinus Forel, 1909 –（備考）南アメリカ全域、特にアルゼンチンとパラグアイに棲息。
  - Acromyrmex diasi Gonçalves, 1983
  - Acromyrmex disciger Mayr, 1887
  - Acromyrmex echinatior Forel, 1899
  - Acromyrmex evenkul Bolton, 1995
  - Acromyrmex fracticornis Forel, 1909 –（備考）ブラジル南部、パラグアイ、アルゼンチン北部に棲息。
  - Acromyrmex heyeri Forel, 1899 –（備考）パラグアイ、アルゼンチン、ブラジル、ウルグアイに棲息。
  - Acromyrmex hispidus Santschi, 1925 –（備考）ブラジル南部とボリビアに棲息。
  - Acromyrmex hystrix Latreille, 1802 –（備考）アマゾン熱帯雨林とエクアドルに棲息。
  - Acromyrmex insinuator Schultz, Bekkevold & Boomsma, 1998
  - Acromyrmex landolti Forel, 1885
  - Acromyrmex laticeps Emery, 1905
  - Acromyrmex lobicornis Emery, 1888
  - Acromyrmex lundii Guérin-Méneville, 1838 –（備考）ブラジル、アルゼンチン北部、パラグアイに棲息。
  - Acromyrmex niger F. Smith, 1858 –（備考）パラグアイに棲息。
  - Acromyrmex nigrosetosus Forel, 1908
  - Acromyrmex nobilis Santschi, 1939
  - Acromyrmex octospinosus Reich, 1793 –（備考）メキシコ南部からパナマ、ベネズエラにかけて棲息。
  - Acromyrmex pubescens Emery, 1905
  - Acromyrmex pulvereus Santschi, 1919
  - Acromyrmex rugosus F. Smith, 1858
  - Acromyrmex silvestrii Emery, 1905
  - Acromyrmex striatus Roger, 1863
  - Acromyrmex subterraneus Forel, 1893
  - Acromyrmex versicolor Pergande, 1894
  - Acromyrmex volcanus Wheeler, 1937

## 人間との関係

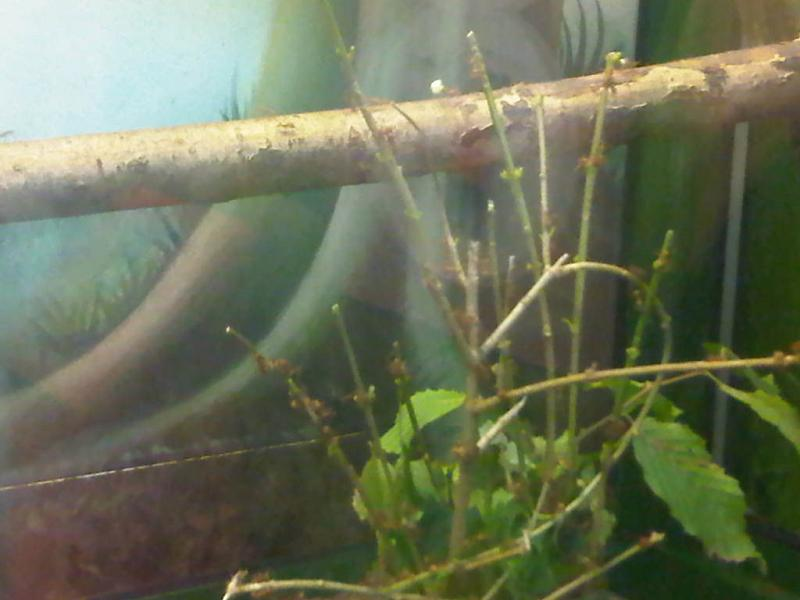
ハキリアリの被害を受けた木

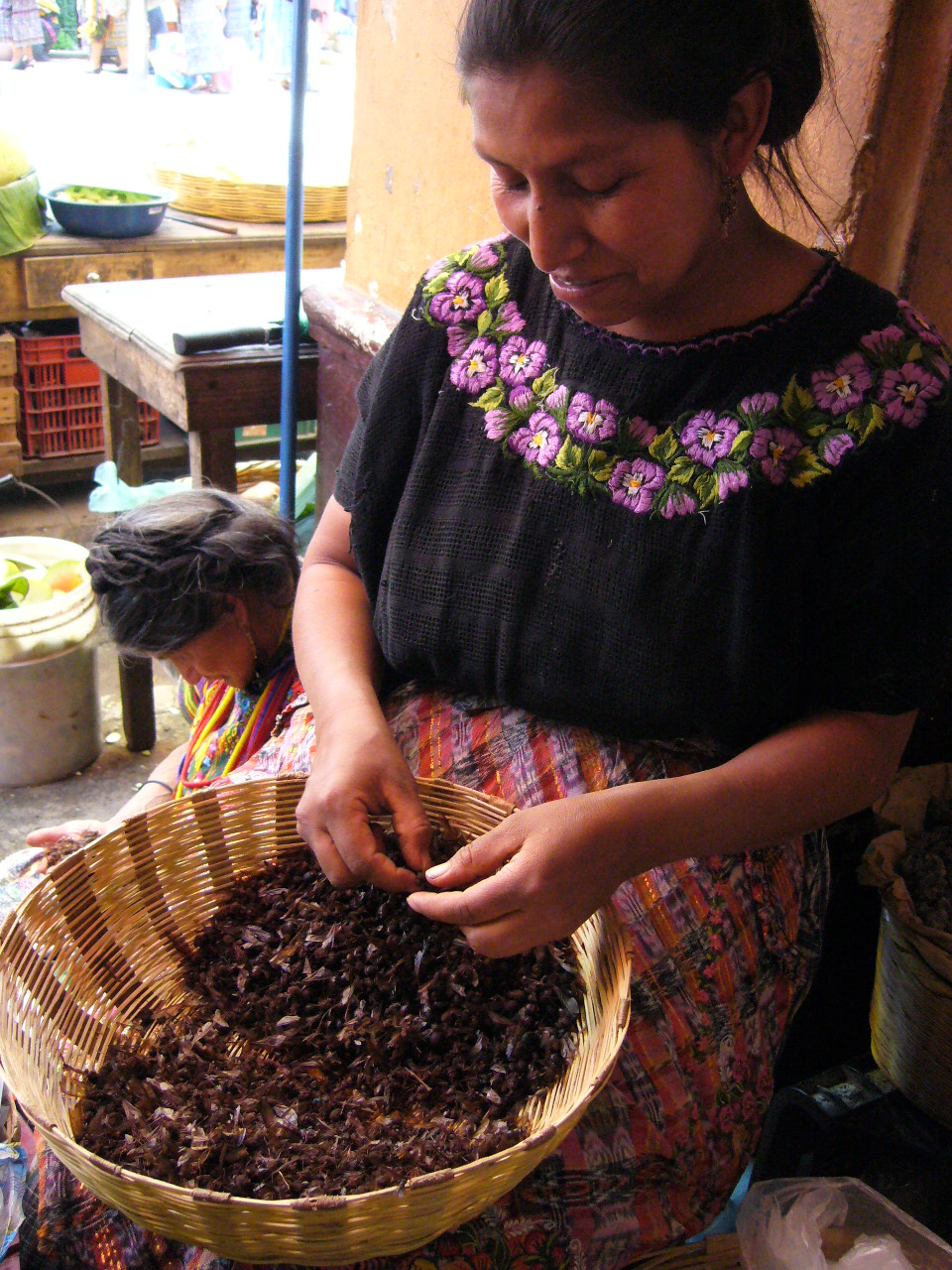
鍋で焙る前にソンポポの下拵えをする女性

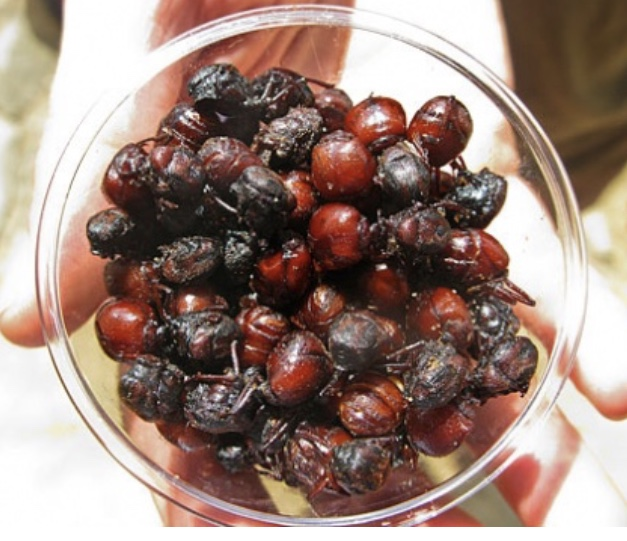
ハキリアリで最も大きいアッタ・ラエヴィガータから作られたHormiga culona

葉を切り落とすことで熱帯雨林の新陳代謝が高められ、巣から出た大量の廃棄物も分解されて熱帯雨林の栄養価の高い土壌を生み出しているハキリアリであるが、棲息地域では、コーヒー農園にも現れ、そこの葉を切り落とし、数に物を言わせて木を丸裸にしてしまうこともあることから、重大な農業害虫でもある。対策としては、木に登れなくする薬品を使用したり、防護袋を設けるなどされている。
キノコを栽培して利用する生態を持つハキリアリは「農業をする蟻」と呼ばれることが多い。節足動物でこのような生態を具えるのはハキリアリ以外にはほとんど見られないことでも注目される。葉を器用に切り取って運ぶところも画的に面白く、テレビ番組で取り上げられることも多い。
ソンポポ・デ・マヨは、「ソンポポ（スペイン語：zompopo）」すなわちハキリアリ属の蟻を焙煎した料理であり、グアテマラ、ホンジュラス、エクアドルで食されている。これはインカ帝国時代から記録されている伝統料理で、植民地時代の年代記にも記されている。
コロンビアのサンタンデール県に住むGuane族は、ハキリアリで最も大きいアッタ・ラエヴィガータを毎年雨期の約9週間に行われる婚姻飛行期に収穫する。アッタ・ラエヴィガータから作られる Hormiga culona は結婚式のごちそうとなっている。これらには媚薬の効果があると信じられている。